# Закон и порядок: Специальный корпус
«Зако́н и поря́док: Специа́льный ко́рпус» (англ. Law & Order: Special Victims Unit, часто просто англ. SVU) — американский криминальный телесериал, который является первым спин-оффом сериала «Закон и порядок». Сериал рассказывает о детективах элитного подразделения под названием «Специальный корпус». Детективы Эллиот Стэйблер и Оливия Бенсон, ведущие персонажи шоу, расследуют самые напряжённые преступления на сексуальной почве. Некоторые из персонажей оригинального сериала перекочевали в новый проект. Так Дональд Краген (Дэнн Флорек), в прошлом действующее лицо сериала «Закон и порядок», стал персонажем «Специального корпуса».
Сериал был удостоен ряда наград и номинаций. Маришка Харгитей получила признание критиков и удостоилась премий «Эмми» и «Золотой глобус», тем самым став единственным актёром во всей франшизе, выигравшим награды в главных категориях. Проект также получил «Премию имени Эдгара Аллана По». Сериал знаменит большим количеством приглашенных звёзд первой величины в эпизодах.
«Специальный корпус» является самым популярным проектом франшизы Law & Order в двухтысячных. С 2007 года зарплата Маришки Харгитей составляет более $400,000 за один эпизод. В 2011 году, когда сериал был продлен на 13 сезон, актёрский состав сериала претерпел значительные изменения, после того как Маришка Харгитей попросила у создателей сократить её пребывание в сериале ради личной жизни, а Кристофер Мелони и вовсе покинул проект. Позже было объявлено, что Стефани Марч и Дайан Нил, ранее игравшие роли Алекс Кэбот и Кейси Новак соответственно, вернутся в сериал. Между тем Келли Гиддиш и Дэнни Пино получили роли новых детективов, которым придётся работать с Оливией Бенсон. В настоящее время шоу «Закон и порядок: Специальный корпус» принадлежит рекорд, как самому длительному сериалу, который ещё транслируется в эфире. Сериал занимает шестую позицию в списке самых продолжительных прайм-тайм драм в истории.
8 мая 2018 года NBC продлил сериал на двадцатый сезон.
29 марта 2019 канал NBC продлил сериал на двадцать первый сезон. Премьера двадцать первого сезона состоялась 26 сентября 2019 года. 27 марта 2020 канал NBC официально продлил сериал сразу на 3 сезона (22, 23 и 24 сезон). Премьера 22 сезона состоялась 12 ноября 2020 года. Премьера двадцать третьего сезона состоялась 23 сентября 2021 года. Премьера двадцать четвертого сезона сериала состоялась 22 сентября 2022 года.
10 апреля 2023 года американский телеканал NBC продлил телесериал на двадцать пятый сезон. Премьера двадцать пятого сезона телесериала состоялась на NBC 18 января 2024 года.

## Синопсис
Сериал рассказывает о так называемом «Специальном корпусе» полиции, который занимается расследованиями преступлений на сексуальной почве и посягательств на детей. Действие сериала разворачивается в Нью-Йорке. Главными персонажами сериала являются работники специального корпуса. Из-за особой жестокости преступлений работники отдела постоянно находятся на грани нервного срыва, что сказывается на их личной жизни, а также на взаимоотношениях друг с другом.
| Сезон | Сезон | Эпизоды | Оригинальная дата показа | Оригинальная дата показа |
| Сезон | Сезон | Эпизоды | Премьера сезона          | Финал сезона             |
| ----- | ----- | ------- | ------------------------ | ------------------------ |
|       | 1     | 22      | 20 сентября 1999         | 19 мая 2000              |
|       | 2     | 21      | 20 октября 2000          | 11 мая 2001              |
|       | 3     | 23      | 28 сентября 2001         | 17 мая 2002              |
|       | 4     | 25      | 27 сентября 2002         | 16 мая 2003              |
|       | 5     | 25      | 23 сентября 2003         | 18 мая 2004              |
|       | 6     | 23      | 21 сентября 2004         | 24 мая 2005              |
|       | 7     | 22      | 20 сентября 2005         | 16 мая 2006              |
|       | 8     | 22      | 19 сентября 2006         | 22 мая 2007              |
|       | 9     | 19      | 25 сентября 2007         | 13 мая 2008              |
|       | 10    | 22      | 23 сентября 2008         | 2 июня 2009              |
|       | 11    | 24      | 23 сентября 2009         | 19 мая 2010              |
|       | 12    | 24      | 22 сентября 2010         | 18 мая 2011              |
|       | 13    | 23      | 21 сентября 2011         | 23 мая 2012              |
|       | 14    | 24      | 26 сентября 2012         | 22 мая 2013              |
|       | 15    | 24      | 25 сентября 2013         | 21 мая 2014              |
|       | 16    | 23      | 24 сентября 2014         | 27 мая 2015              |
|       | 17    | 23      | 23 сентября 2015         | 25 мая 2016              |
|       | 18    | 21      | 21 сентября 2016         | 24 мая 2017              |
|       | 19    | 24      | 28 сентября 2017         | 23 мая 2018              |
|       | 20    | 24      | 27 сентября 2018         | 16 мая 2019              |
|       | 21    | 20      | 26 сентября 2019         | 23 апреля 2020           |
|       | 22    | 16      | 12 ноября 2020           | 3 июня 2021              |
|       | 23    | 22      | 23 сентября 2021         | 19 мая 2022              |
|       | 24    | 22      | 22 сентября 2022         | 18 мая 2023              |
|       | 25    | 13      | 18 января 2024           | 16 мая 2024              |

## История и развитие
Руководство канала и студии-производителя первоначально высказали опасения о том, как воспримет публика столь откровенное шоу на эфирном канале и не повредит ли оно оригинальному шоу. Однако Дик Вульф чувствовал, что новое шоу будет иметь коммерческий успех больше, чем оригинал, и решился на съёмки пилотной серии под названием «Payback», премьера которого состоялась на NBC 20 сентября 1999 года.

## Актёры и персонажи
| Актёр            | Персонаж           | Должность                            | Сезоны        | Сезоны               | Сезоны             | Примечания      |
| Актёр            | Персонаж           | Должность                            | Главный герой | Второстепенный герой | Гостевое появление | Примечания      |
| ---------------- | ------------------ | ------------------------------------ | ------------- | -------------------- | ------------------ | --------------- |
| Кристофер Мелони | Эллиот Стейблер    | Детектив                             | 1-12          |                      | 22, 23, 24         | [ O 1 ]         |
| Маришка Харгитей | Оливия Бенсон      | Капитан                              | 1-            |                      |                    | [ N 1 ] [ O 2 ] |
| Ричард Белзер    | Джон Манч          | Следователь прокуратуры              | 1-15          |                      | 15, 17             | [ N 2 ]         |
| Дэнн Флорек      | Дональд Крэйген    | Капитан                              | 1-15          |                      | 16                 | [ N 3 ]         |
| Мишель Хёрд      | Моник Джеффрис     | Детектив                             | 1-2           | 1                    |                    |                 |
| Стефани Марч     | Александра Кэбот   | Помощник окружного прокурора         | 2-5, 11       | 2, 10, 13            | 6, 19              |                 |
| Ice-T            | Одафин Тотуола     | Детектив                             | 2-            |                      |                    |                 |
| Тамара Тюни      | Мелинда Уоррен     | Судмедэксперт                        | 7-12          | 2-6, 13-17           |                    |                 |
| Б. Д. Вонг       | Джордж Хуан        | Специальный агент ФБР                | 4-12          | 2-3                  | 13-15, 17          | [ N 4 ]         |
| Дайан Нил        | Кейси Новак        | Старший помощник окружного прокурора | 5-9           | 13                   | 12                 |                 |
| Адам Бич         | Честер Лэйн        | Детектив                             | 9             | 8                    |                    |                 |
| Микаэла МакМанус | Ким Грейлек        | Помощник окружного прокурора         | 10            |                      |                    |                 |
| Дэнни Пино       | Ник Амаро          | Детектив                             | 13-16         |                      |                    |                 |
| Келли Гиддиш     | Аманда Роллинз     | Детектив                             | 13-23         |                      | 24, 25             |                 |
| Рауль Эспарса    | Рафаэль Барба      | Помощник окружного прокурора         | 15-19         | 14                   | 22, 23             |                 |
| Питер Сканавино  | Доминик Кариси-мл. | Детектив                             | 16-           | 16                   |                    |                 |
| Филип Уинчестер  | Питер Стон         | Детектив                             | 20-21         |                      |                    |                 |

Должности
1. ↑  Оливия Бенсон была детективом (сезоны 1-15) и сержантом (сезоны 15-17)
2. ↑  Джон Манч был детективом (сезоны 1-8) и сержантом (сезоны 9-15); персонаж, сыгранный Белзером, впервые появился в сериале «Убойный отдел» (1993—1999)
3. ↑  Капитан Дональд Крэйген был руководящим офицером корпуса до своей отставки (сезоны 1-15); персонаж, сыгранный Флореком, впервые появился в первых трёх сезонах «Закон и порядок» (1990—1993)
4. ↑  Джордж Хуан был криминальным психиатром и профайлером до своей отставки (сезоны 1-15)

Появления
1. ↑  Имя Кристофера Мелони стояло первым во вступительных титрах в сезонах 1-12
2. ↑  Имя Маришки Харгитей стоит первым во вступительных титрах с сезона 13; ранее её имя стояло вторым после Мелони.

## Рейтинги и трансляция
Сериал стартовал в понедельник 10 сентября 1999 года. После нескольких эпизодов шоу переехало на пятницу, не самый популярный день недели на Американском телевидении, где нашло свою аудиторию, сериал стал входить в топ 20 самых рейтинговых шоу на телевидении. Начиная с пятого сезона «SVU » переезжает на вечер вторника чтобы составить конкуренцию таким популярным шоу как «Полиция Нью-Йорка» и другими. В последние годы «SVU» заметно опережает своего оригинального предшественника в рейтингах.
| Сезон | Таймслот                                                      | Эпизоды | Премьера         | Премьера           | Финал       | Финал              | ТВ сезон  | Ранк  | Зрители (миллионы) |
| Сезон | Таймслот                                                      | Эпизоды | Дата             | Зрители (миллионы) | Дата        | Зрители (миллионы) | ТВ сезон  | Ранк  | Зрители (миллионы) |
| ----- | ------------------------------------------------------------- | ------- | ---------------- | ------------------ | ----------- | ------------------ | --------- | ----- | ------------------ |
| 1     | Понедельник 21:00 (эпизоды 1-9) Пятница 22:00 (эпизоды 10-22) | 22      | 20 сентября 1999 | 18.43              | 19 мая 2000 | 15.11              | 1999—2000 | ▬ #33 | ▬ 12.18            |
| 2     | Пятница 22:00                                                 | 21      | 20 октября 2000  | 13.20              | 11 мая 2001 | 15.06              | 2000—2001 | ▼ #29 | ▲ 13.1             |
| 3     | Пятница 22:00                                                 | 23      | 28 сентября 2001 | 15.80              | 17 мая 2002 | 14.27              | 2001—2002 | ▼ #14 | ▲ 15.2             |
| 4     | Пятница 22:00                                                 | 25      | 27 сентября 2002 | 15.60              | 16 мая 2003 | 13.70              | 2002—2003 | ▲ #16 | ▼ 14.83            |
| 5     | Вторник 22:00                                                 | 25      | 23 сентября 2003 | 13.23              | 18 мая 2004 | 18.36              | 2003—2004 | ▲ #21 | ▼ 12.72            |
| 6     | Вторник 22:00                                                 | 23      | 21 сентября 2004 | 14.20              | 21 мая 2005 | 16.38              | 2004—2005 | ▲ #23 | ▲ 13.46            |
| 7     | Вторник 22:00                                                 | 22      | 20 сентября 2005 | 15.32              | 16 мая 2006 | 12.97              | 2005—2006 | ▲ #24 | ▲ 13.78            |
| 8     | Вторник 22:00                                                 | 22      | 19 сентября 2006 | 14.55              | 22 мая 2007 | 10.28              | 2006—2007 | ▲ #38 | ▼ 11.94            |
| 9     | Вторник 22:00                                                 | 19      | 25 сентября 2007 | 12.10              | 13 мая 2008 | 10.83              | 2007—2008 | ▼ #30 | ▼ 11.33            |
| 10    | Вторник 22:00                                                 | 22      | 23 сентября 2008 | 9.52               | 2 июня 2009 | 11.34              | 2008—2009 | ▲ #39 | ▼ 10.11            |
| 11    | Среда 21:00                                                   | 24      | 23 сентября 2009 | 8.36               | 19 мая 2010 | 8.61               | 2009—2010 | ▲ #44 | ▼ 8.81             |
| 12    | Среда 21:00                                                   | 24      | 22 сентября 2010 | 9.68               | 18 мая 2011 | 8.98               | 2010—2011 | ▲ #47 | ▲ 8.84             |
| 13    | Среда 22:00                                                   | 23      | 21 сентября 2011 | 7.63               | 23 мая 2012 | 7.16               | 2011—2012 | ▲ #67 | ▼ 7.59             |
| 14    | Среда 21:00                                                   | 24      | 26 сентября 2012 | 7.19               | 22 мая 2013 | 6.66               | 2012—2013 | ▼ #56 | ▼ 7.30             |
| 15    | Среда 21:00                                                   | 24      | 25 сентября 2013 | 9.58               | 21 мая 2014 | 6.39               | 2013—2014 | ▼ #46 | ▲ 8.18             |
| 16    | Среда 21:00                                                   | 23      | 24 сентября 2014 | 10.07              | 20 мая 2015 | 6.96               | 2014—2015 | ▲ #52 | ▲ 8.71             |
| 17    | Среда 21:00                                                   | 23      | 23 сентября 2015 | 8.27               | 25 мая 2016 | 7.19               | 2015—2016 | ▬ #52 | ▼ 8.31             |
| 18    | Среда 21:00                                                   | 21      | 21 сентября 2016 | 7.83               | 24 мая 2017 | 6.22               | 2016—2017 | ▼ #48 | ▼ 7.39             |
| 19    | Среда 21:00                                                   | 22      | 27 сентября 2017 | 5.64               | TBA         | TBA                | 2017—2018 | TBA   | TBA                |

## Награды и номинации

Рекламное фото к тринадцатому сезону

Сериал получил множество различных премий и номинаций. Маришка Харгитей получила «Эмми», «Золотой глобус» и множество других наград и номинаций. Она была номинирована семь раз подряд на «Эмми», начиная с 2004 года и выиграла «Эмми» в 2006 году.
Сериал славится огромным количеством звёзд первой величины в эпизодах. Робин Уильямс был номинирован на «Эмми» в 2008 году, также как и Марша Гэй Харден, Джейн Александр, Анджела Лэнсбери, Кэрол Барнетт и другие. Синтия Никсон, Аманда Пламмер, Энн-Маргрет и другие стали лауреатами премии в разные годы в категории «Лучшая приглашенная актриса в драме».

### Золотой глобус
- Победитель
- 2005 Лучшая драматическая актриса (Маришка Харгитей). 
Номинации
- 2009 Лучшая драматическая актриса (Маришка Харгитей).

### Эмми
- Победитель
- 2005 Премия «Эмми» в категории Лучшая приглашенная актриса в драматическом телесериале (Аманда Пламмер).
- 2006 Премия «Эмми» за лучшую женскую роль в драматическом телесериале (Маришка Харгитей).
- 2007 Премия «Эмми» в категории Лучшая приглашенная актриса в драматическом телесериале (Лесли Кэрон).
- 2008 Премия «Эмми» в категории Лучшая приглашенная актриса в драматическом телесериале (Синтия Никсон).
- 2009 Премия «Эмми» в категории Лучшая приглашенная актриса в драматическом телесериале (Эллен Берстин).
- 2010 Премия «Эмми» в категории Лучшая приглашенная актриса в драматическом телесериале (Энн-Маргрет). 
Номинации
- 2000 Премия «Эмми» в категории Лучшая приглашенная актриса в драматическом телесериале (Джейн Александр).
- 2000 Премия «Эмми» в категории Лучшая приглашенная актриса в драматическом телесериале (Трэйси Поллан).
- 2002 Премия «Эмми» в категории Лучшая приглашенная актриса в драматическом телесериале (Марта Плимптон).
- 2003 Премия «Эмми» в категории Лучшая приглашенная актриса в драматическом телесериале (Барбара Бэрри).
- 2004 Премия «Эмми» в категории Лучшая приглашенная актриса в драматическом телесериале (Марли Матлин).
- 2004 Премия «Эмми» за лучшую женскую роль в драматическом телесериале (Маришка Харгитей).
- 2004 Премия «Эмми» в категории Лучшая приглашенная актриса в драматическом телесериале (Мэр Уиннингэм).
- 2005 Премия «Эмми» в категории Лучшая приглашенная актриса в драматическом телесериале (Анджела Лэнсбери).
- 2005 Премия «Эмми» за лучшую женскую роль в драматическом телесериале (Маришка Харгитей).
- 2006 Премия «Эмми» за лучшую мужскую роль в драматическом телесериале (Кристофер Мелони).
- 2007 Премия «Эмми» в категории Лучшая приглашенная актриса в драматическом телесериале (Марша Гэй Харден).
- 2007 Премия «Эмми» за лучшую женскую роль в драматическом телесериале (Маришка Харгитей).
- 2008 Премия «Эмми» в категории Лучший приглашенный актёр в драматическом телесериале (Робин Уильямс).
- 2008 Премия «Эмми» за лучшую женскую роль в драматическом телесериале (Маришка Харгитей).
- 2009 Премия «Эмми» в категории Лучшая приглашенная актриса в драматическом телесериале (Бренда Блетин).
- 2009 Премия «Эмми» за лучшую женскую роль в драматическом телесериале (Маришка Харгитей).
- 2009 Премия «Эмми» в категории Лучшая приглашенная актриса в драматическом телесериале (Кэрол Барнетт).
- 2010 Премия «Эмми» за лучшую женскую роль в драматическом телесериале (Маришка Харгитей).
- 2011 Премия «Эмми» за лучшую женскую роль в драматическом телесериале (Маришка Харгитей).

### Премия Гильдии киноактёров США
- 2004, 2006, 2007, 2009, 2010, 2011 — номинации Премия Гильдии киноактёров США за лучшую женскую роль в драматическом сериале (Маришка Харгитей).

## Адаптации
Российский телеканал «НТВ» состоялась премьера российской адаптации под названием «Закон и порядок: Отдел оперативных расследований». Производством телесериала занималась «Студия 2В».